# Alena Mazanik

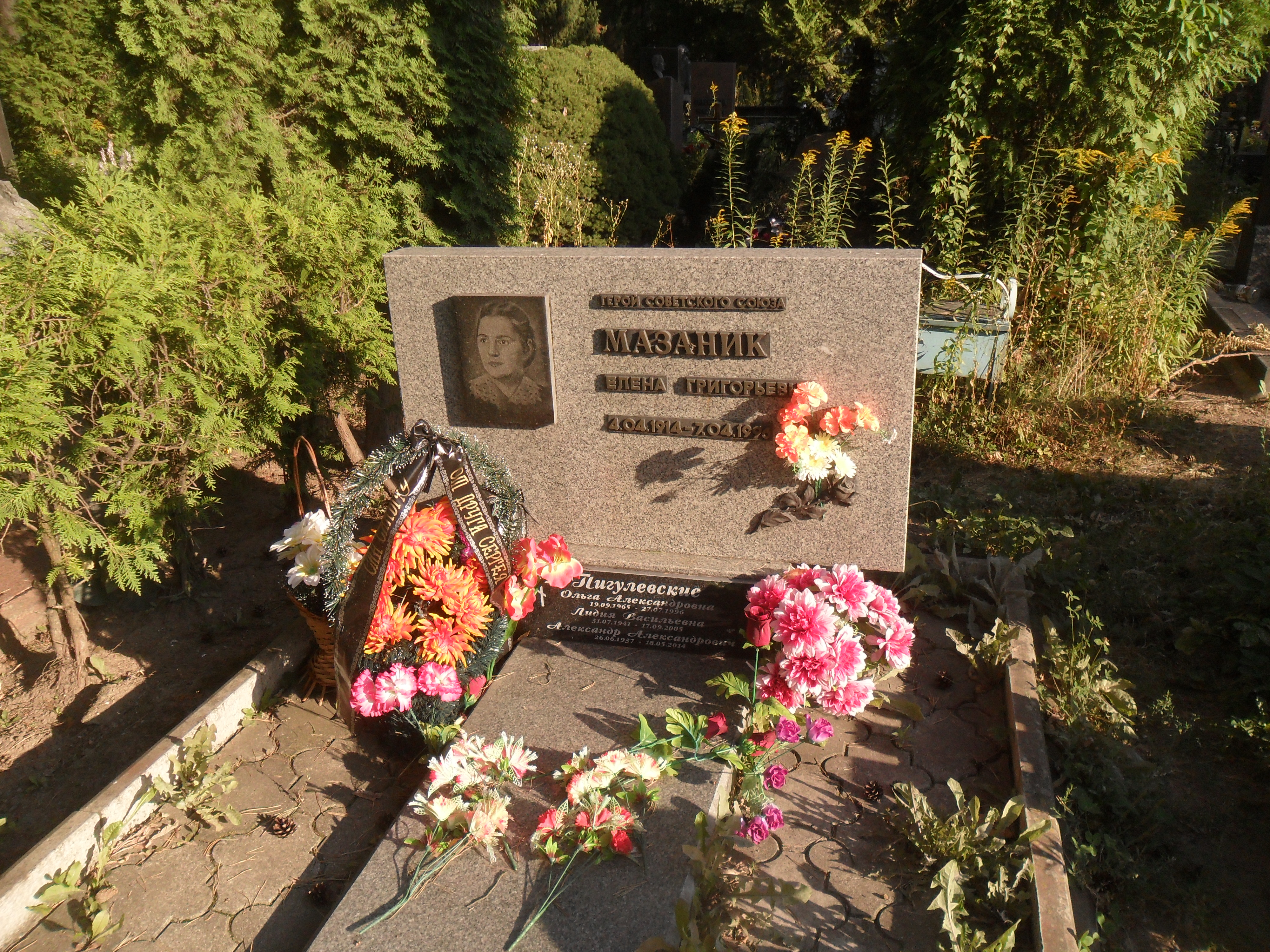
Miejsce pochówku Aleny Mazanik na cmentarzu w Mińsku

Alena Mazanik (biał. Алена Рыгораўна Мазанік, ros. Елена Григорьевна Мазаник; ur. 22 marca?/4 kwietnia 1914 w guberni mińskiej, zm. 7 kwietnia 1996 w Mińsku) – białoruska kelnerka, słynna z przeprowadzenia zamachu na Wilhelma Kubego komisarza III Rzeszy na okupowanej Białorusi, uhonorowana tytułem Bohatera Związku Radzieckiego.

## Życiorys
W 1931 rozpoczęła pracę kelnerki w stołówce Rady Komisarzy Ludowych Białoruskiej Socjalistycznej Republiki Radzieckiej w Mińsku. Wkrótce wyszła za mąż za B. Terleckiego, szofera i pracownika NKWD. Po urodzeniu syna podjęła pracę w rządowym domu wypoczynkowym, by w 1939 znaleźć zatrudnienie w stołówce partii komunistycznej w Mińsku. Po zajęciu Mińska przez wojska niemieckie we wrześniu 1941 rozpoczęła pracę jako sprzątaczka w jednostce wojskowej, później pracowała jako kelnerka m.in. w kasynie dla niemieckich oficerów. Na początku czerwca 1943 przyjęto ją do pracy w kamienicy przy ul. Teatralnej 27 w Mińsku, gdzie wraz z rodziną mieszkał komisarz Wilhelm Kube. W nocy z 21 na 22 września 1943 po wcześniejszym uzgodnieniu z oddziałami partyzanckimi podłożyła w budynku minę, która wybuchła 40 minut po północy, zabijając Kubego na miejscu. W październiku 1943 została przerzucona samolotem na wschodnią Białoruś, gdzie przyłączyła się do oddziałów partyzanckich. Jeszcze w tym samym roku otrzymała za swój wyczyn tytuł Bohatera Związku Radzieckiego.
Po II wojnie światowej przystąpiła do KPZR. Kształciła się w Republikańskiej Szkole Partyjnej przy KC KP(b)B, którą ukończyła w 1948. Cztery lata później została absolwentką Instytutu Pedagogicznego w Mińsku.
W 1948 podjęła pracę w Ministerstwie Kontroli Państwowej Białoruskiej SRR. Od 1952 do 1960 pracowała jako zastępca dyrektora biblioteki Akademii Nauk Białoruskiej SRR. W 1980 uhonorowano ją tytułem zasłużonego działacza kultury BSRR.
Zmarła w kwietniu 1996; została pochowana na Cmentarzu Wschodnim w Mińsku.